# شريان تاجي أيسر
شريان تاجي أيسر أو الشريان التاجي الأيسر الرئيسي ينشأ من الأبهر الصاعد.

## صور

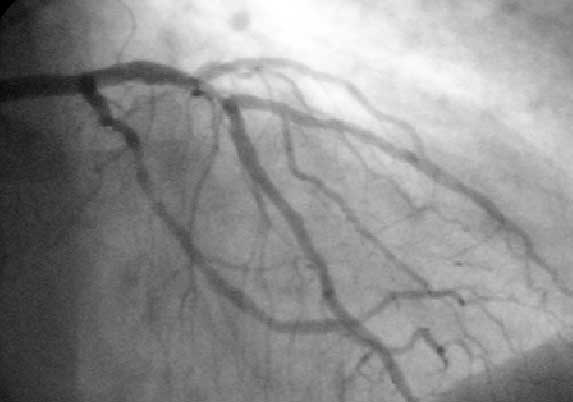
A قسطرة الشريان التاجي that shows the LMCA, LAD and LCX.
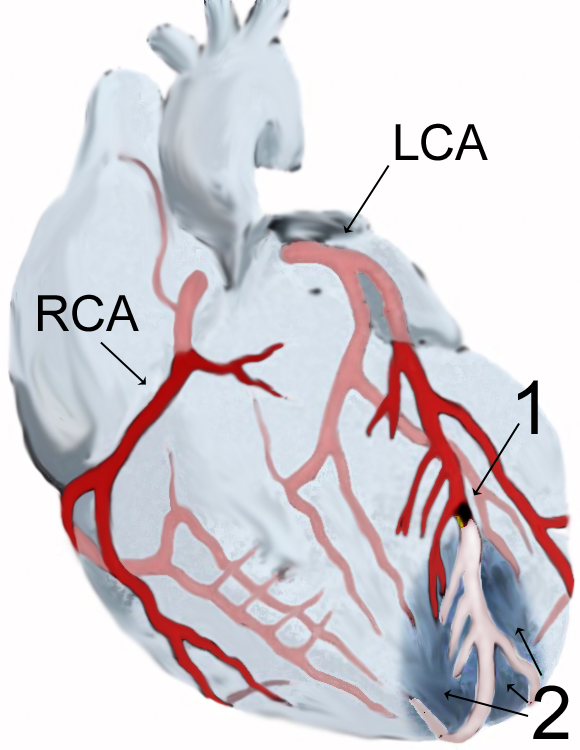
Diagram of a myocardial infarction.
التفرعات الشريانية من الأبهر الصاعد.
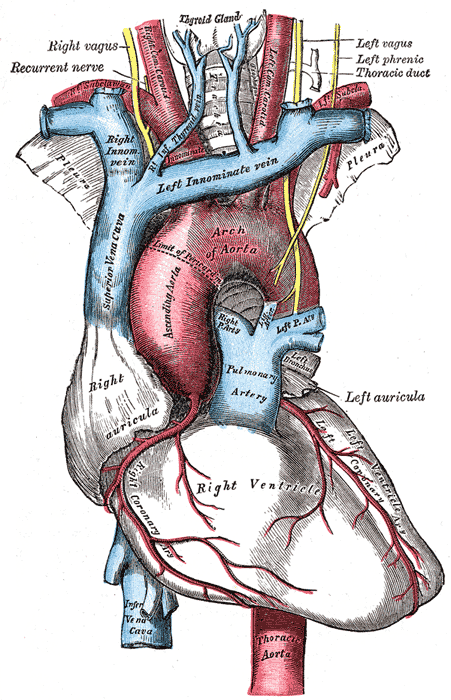
The قوس الأبهر, and its branches.

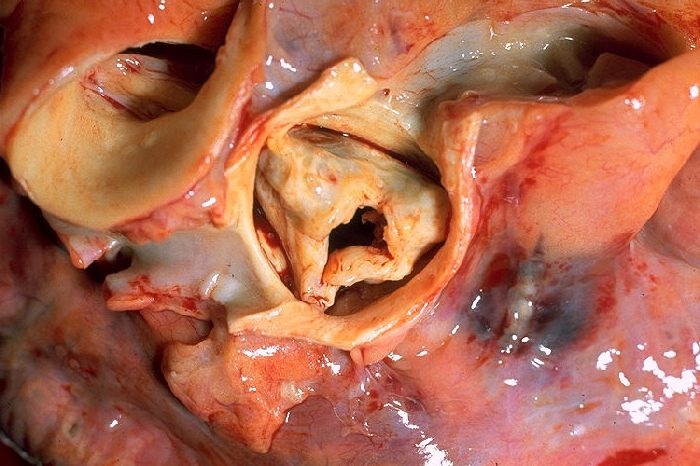
تشريح الجثة specimen showing the coronary ostia and proximal segments of the coronary arteries. Compare with غرايز أناتومي (كتاب) drawing above.
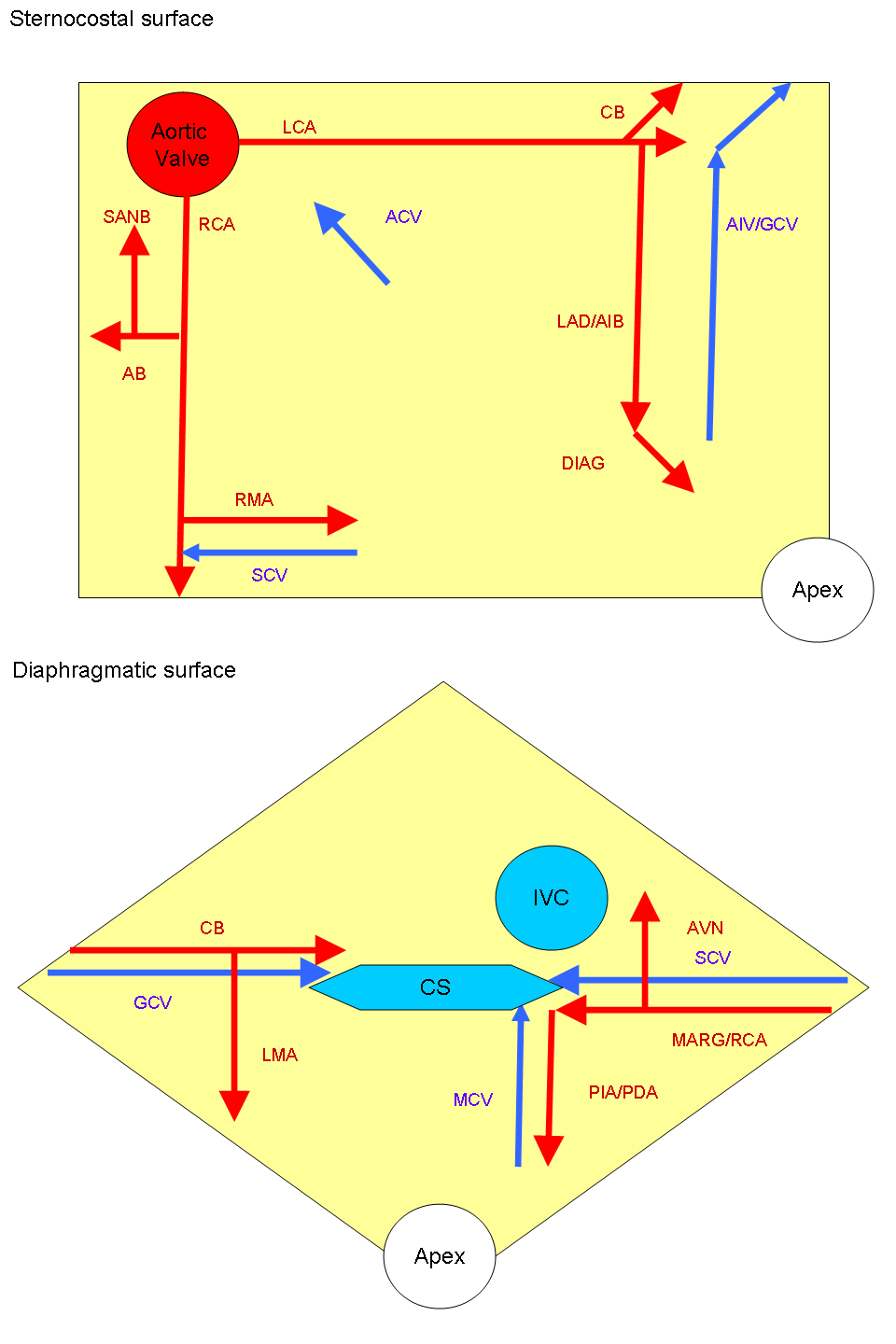
الأوعية القلبية.
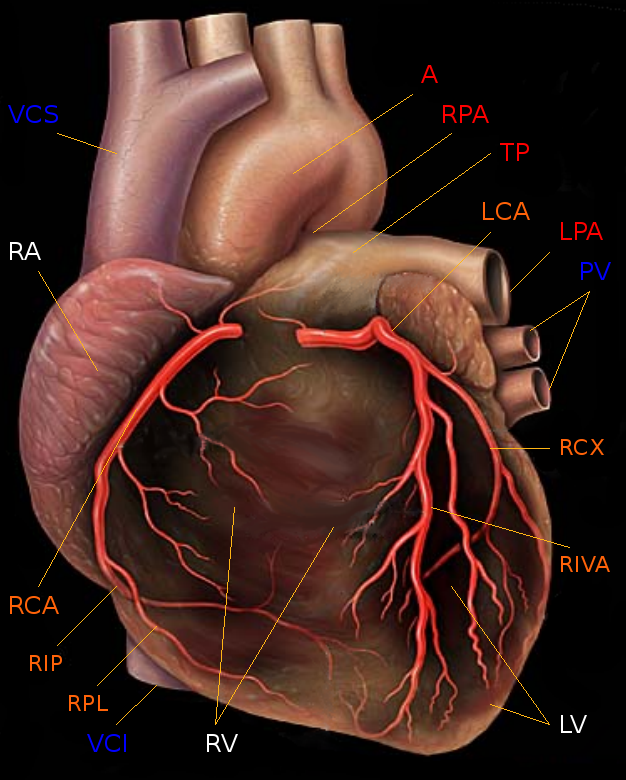
قلب إنسان.ويظهر الشريان التاجي باللون الأحمر.
Heart left lateral coronaries diagram